# Liranyi Alonso
Liranyi Alonso Tejada (28 dicembre 2005) è una velocista dominicana detentrice del record nazionale dei 60 metri piani e dei 100 metri piani.

## Biografia
Nel 2023 prende parte ai Giochi centramericani e caraibici di San Salvador dove si classifica settima nei 100 metri piani e conquista la medaglia d'oro nella staffetta 4×100 metri con le connazionali Marileidy Paulino, Anabel Medina Ventura]] e Dariamny Jimenez. Lo stesso anno ottiene la quinta posizione in classifica nei 100 metri piani ai Giochi panamericani di Santiago del Cile, manifestazione dalla quale fa rientro con la medaglia di bronzo della staffetta 4×100 metri con Marileidy Paulino, Martha Mendez e Anabel Medina Ventura.
Alle World Athletics Relays di Nassau 2024 raggiunge la sesta posizione nel primo turno di gara della staffetta 4×100 metri, senza quindi riuscire a raggiungere la finale. Quattro mesi dopo approda alla semifinale dei 100 metri piani ai campionati mondiali under 20 di Lima 2024, anche in questo caso non riuscendo a raggiungere il turno di finale.
Nel 2025, dopo aver conquistato la medaglia d'argento nei 100 metri piani ai campionati nord-centroamericani e caraibici di Freeport, prende parte ai Giochi panamericani juniores di Asunción, chiudendo la gara dei 100 metri piani in seconda posizione.

## Record nazionali
- 60 metri piani: 7"31 (i) ( Fayetteville, 14 febbraio 2025)
- 100 metri piani: 11"04 (vento: -0,8 m/s) ( Bayaguana, 1º agosto 2025)

## Progressione

### 60 metri piani
| Stagione | Tempo   | Luogo        | Data      | Rank. Mond. |
| -------- | ------- | ------------ | --------- | ----------- |
| 2025     | 7"31(i) | Fayetteville | 14-2-2025 |             |

### 100 metri piani
| Stagione | Tempo            | Luogo         | Data       | Rank. Mond. |
| -------- | ---------------- | ------------- | ---------- | ----------- |
| 2025     | 11"04 (-0,8 m/s) | Bayaguana     | 1-8-2025   |             |
| 2024     | 11"46 (+1,3 m/s) | Guadalajara   | 12-6-2024  |             |
| 2023     | 11"37 (+1,0 m/s) | Cali          | 21-10-2023 |             |
| 2022     | 12"00 (-0,4 m/s) | Santo Domingo | 24-6-2022  |             |

### 200 metri piani
| Stagione | Tempo            | Luogo                      | Data      | Rank. Mond. |
| -------- | ---------------- | -------------------------- | --------- | ----------- |
| 2025     | 22"98 (-1,4 m/s) | Santiago de los Caballeros | 25-4-2025 |             |
| 2023     | 23"65 (+1,7 m/s) | Castellón de la Plana      | 14-6-2023 |             |

## Palmarès
| Anno | Manifestazione                              | Sede              | Evento            | Risultato  | Prestazione      | Note |
| ---- | ------------------------------------------- | ----------------- | ----------------- | ---------- | ---------------- | ---- |
| 2023 | Giochi centramericani e caraibici           | San Salvador      | 100 m piani       | 7ª         | 11"58 (-2,2 m/s) |      |
| 2023 | Giochi centramericani e caraibici           | San Salvador      | Staffetta 4×100 m | Bronzo     | 43"45            |      |
| 2023 | Giochi panamericani                         | Santiago del Cile | 100 m piani       | 5ª         | 11"63 (-0,2 m/s) |      |
| 2023 | Giochi panamericani                         | Santiago del Cile | Staffetta 4×100 m | Bronzo     | 44"32            |      |
| 2024 | World Athletics Relays                      | Nassau            | Staffetta 4×100 m | Batteria   | 44"72            |      |
| 2024 | Campionati mondiali under 20                | Lima              | 100 m piani       | Semifinale | 11"89 (+0,5 m/s) |      |
| 2025 | Campionati nord-centroamericani e caraibici | Freeport          | 100 m piani       | Argento    | 11"10 (+0,1 m/s) |      |
| 2025 | Giochi panamericani juniores                | Asunción          | 100 m piani       | Argento    | 11"40 (+0,2 m/s) |      |

## Campionati nazionali
- 3 volte campionessa dominicana assoluta dei 100 metri piani (2023, 2024, 2025)
- 1 volta campionessa dominicana assoluta dei 200 metri piani (2025)

2022
- Bronzo ai campionati dominicani assoluti, 100 m piani - 12"11 (vento: +0,8 m/s)

2023
- Oro ai campionati dominicani assoluti, 100 m piani - 11"70 (vento: -1,8 m/s)

2024
- Oro ai campionati dominicani assoluti, 100 m piani - 11"51 (vento: +1,0 m/s)

2025
- Oro ai campionati dominicani assoluti, 100 m piani - 11"04 (vento: -0,8 m/s)
- Oro ai campionati dominicani assoluti, 200 m piani - 23"46 (vento: -0,6 m/s)